# Uralská státní univerzita
Uralská státní univerzita (rusky Уральский государственный университет им. А. М. Горького, krátce často USU, УрГУ) se nachází v Jekatěrinburgu, ve Sverdlovské oblasti Ruské federace. Byla založena roku 1920 jako vzdělávací instituce sestávající z řady institutů, z nichž některé se později staly nezávislými univerzitami či školami. 

## Historie
Roku 1936 byla univerzita pojmenována po jednom ze zakladatelů, spisovateli Maximu Gorkém. Univerzita je druhou nejstarší v oblasti středního Uralu (tou nejstarší je Uralská státní hornická univerzita) a jednou z nejprestižnějších univerzit v Rusku. Stará se o přípravu výzkumných, vzdělávacích i manažerských elit prostřednictvím integrace akademického procesu a vědeckého výzkumu. Nabízí vzdělání v mnoha vědeckých a vzdělávacích oblastech, včetně 53 postgraduálních programů. V roce 2007 byl novým rektorem zvolen Dmitrij Bugrov, zatímco předchozí rektor Vladimir Treťjakov se stal prezidentem školy a reprezentuje univerzitu v mezinárodních záležitostech.
Uralská státní univerzita je rozdělena na 95 kateder v 15 fakultách. Těmi jsou fakulty Biologie, Žurnalistiky, Kulturologie a umění, Historie, Matematiky a mechaniky, Politologie a sociologie, Psychologie, Fyziky, Filologie, Filosofie, Vztahů s veřejností, Chemie, Zahraničních vztahů, Ekonomie a nejnovější Institut managementu a podnikání. Členy pedagogického sboru univerzity je 18 akademiků Ruské akademie věd.
Univerzita má také Lyceum, školu italského jazyka Leonardo, Institut fyziky a aplikované matematiky, Meziregionální institut sociálních věd, Rusko-americký institut ekonomie a byznysu, Institut managementu a podnikání, Centrum dálkového vzdělávání, Ruský kulturní institut, observatoř, botanickou zahradu, vědeckou knihovnu s více než 1 200 000 svazky, vydavatelství, několik muzeí, speciální katedru Ruštiny jako cizího jazyka, laboratoř pro e-learning cizích jazyků, a nabízí také kurzy pro aktualizaci vědomostí a Instituty dalšího vzdělávání a tréningu.
Každoročně Uralská státní univerzita pořádá tzv. Děmidovovy přednášky, což je série přednášek vítězů Děmidovovy ceny.
Od roku 2010, kdy se USU výnosem prezidenta Ruské federace č. 1172 ze dne 21. října 2010 spojila s Uralskou státní technickou univerzitou, je škola přejmenována na Uralskou federální univerzitu prvního prezidenta Borise Jelcina.

## Umístění v žebříčku
USU se v roce 2004 umístila na 25. místě mezi univerzitami Ruského ministerstva školství. Podle žebříčku Webometrics, který je sestavován na základě publikačního objemu na internetu, se škola umístila na 7. místě v Rusku.